# کامچیا، استان بورگاس
کامچیا (به بلغاری: Kamchia) روستایی در بلغارستان است که در استان بورگاس واقع شده‌است. کامچیا ۱۰۰ نفر جمعیت دارد و ۱۷۳ متر بالاتر از سطح دریا واقع شده‌است.